# Saint-André-Treize-Voies
Saint-André-Treize-Voies és un municipi francès situat al departament de Vendée i a la regió de País del Loira. L'any 2007 tenia 1.212 habitants.

## Demografia

### Població
El 2007 la població de fet de Saint-André-Treize-Voies era de 1.212 persones. Hi havia 447 famílies de les quals 100 eren unipersonals (68 homes vivint sols i 32 dones vivint soles), 126 parelles sense fills, 207 parelles amb fills i 14 famílies monoparentals amb fills.
La població ha evolucionat segons el següent gràfic:
Habitants censats

### Habitatges
El 2007 hi havia 485 habitatges, 456 eren l'habitatge principal de la família, 15 eren segones residències i 14 estaven desocupats. 476 eren cases i 5 eren apartaments. Dels 456 habitatges principals, 362 estaven ocupats pels seus propietaris, 90 estaven llogats i ocupats pels llogaters i 3 estaven cedits a títol gratuït; 3 tenien una cambra, 16 en tenien dues, 80 en tenien tres, 129 en tenien quatre i 227 en tenien cinc o més. 419 habitatges disposaven pel capbaix d'una plaça de pàrquing. A 180 habitatges hi havia un automòbil i a 252 n'hi havia dos o més.

### Piràmide de població
La piràmide de població per edats i sexe el 2009 era:
| Homes | Edats   | Dones |
| ----- | ------- | ----- |
| 4     | 95 o +  | 4     |
| 0     | 90 a 94 | 12    |
| 12    | 85 a 89 | 4     |
| 0     | 80 a 84 | 0     |
| 8     | 75 a 79 | 12    |
| 32    | 70 a 74 | 40    |
| 24    | 65 a 69 | 8     |
| 20    | 60 a 64 | 20    |
| 16    | 55 a 59 | 20    |
| 24    | 50 a 54 | 20    |
| 44    | 45 a 49 | 20    |
| 40    | 40 a 44 | 44    |
| 48    | 35 a 39 | 48    |
| 28    | 30 a 34 | 32    |
| 40    | 25 a 29 | 4     |
| 28    | 20 a 24 | 28    |
| 68    | 15 a 19 | 32    |
| 40    | 10 a 14 | 24    |
| 24    | 5 a 9   | 32    |
| 28    | 0 a 4   | 20    |

## Economia
El 2007 la població en edat de treballar era de 782 persones, 655 eren actives i 127 eren inactives. De les 655 persones actives 626 estaven ocupades (356 homes i 270 dones) i 29 estaven aturades (11 homes i 18 dones). De les 127 persones inactives 34 estaven jubilades, 61 estaven estudiant i 32 estaven classificades com a «altres inactius».

### Ingressos
El 2009 a Saint-André-Treize-Voies hi havia 486 unitats fiscals que integraven 1.290 persones, la mediana anual d'ingressos fiscals per persona era de 16.979 €.

### Activitats econòmiques
Dels 23 establiments que hi havia el 2007, 1 era d'una empresa alimentària, 3 d'empreses de fabricació d'altres productes industrials, 4 d'empreses de construcció, 4 d'empreses de comerç i reparació d'automòbils, 1 d'una empresa d'hostatgeria i restauració, 2 d'empreses financeres, 3 d'empreses de serveis, 1 d'una entitat de l'administració pública i 4 d'empreses classificades com a «altres activitats de serveis».
Dels 7 establiments de servei als particulars que hi havia el 2009, 1 era una oficina bancària, 1 taller de reparació d'automòbils i de material agrícola, 1 paleta, 1 guixaire pintor, 2 lampisteries i 1 perruqueria.
L'únic establiment comercial que hi havia el 2009 era una fleca.
L'any 2000 a Saint-André-Treize-Voies hi havia 54 explotacions agrícoles que ocupaven un total de 1.836 hectàrees.

## Equipaments sanitaris i escolars
El 2009 hi havia una escola elemental.

## Poblacions més properes
El següent diagrama mostra les poblacions més properes.